# Xenolytus transversus
Xenolytus transversus är en stekelart som beskrevs av Henry Keith Townes, Jr. 1983. Xenolytus transversus ingår i släktet Xenolytus och familjen brokparasitsteklar. Inga underarter finns listade i Catalogue of Life.